# Фудзивара-но Мотоцунэ
Фудзива́ра-но Мотоцу́нэ (яп. 藤原基経, 836[…] — 24 февраля 891) — японский политический деятель периода Хэйан; первый в истории Японии, кто занял должность канцлера-кампаку, при этом не являясь представителем императорского рода.
Третий сын Фудзивара-но Нагары (яп. 藤原長良, 802—856), усыновлённый своим дядей, сэссё Ёсифусой, который не имел наследников. Мотоцунэ последовал по стопам Ёсифусы, удерживая власть при дворе в должности регента-сэссё, а затем и канцлера-кампаку для четырёх последующих императоров. Фудзивара-но Мотоцунэ впервые начал деятельность на должности кампаку, получив возможность оставаться у власти и при зрелом императоре.

## Биография
Предшественник Фудзивара-но Мотоцунэ, Фудзивара-но Ёсифуса, занимавший должности главного министра и регента-сэссё, не имел сыновей. Выходом из положения стало усыновление Мотоцунэ, племянника Ёсифусы, сына его брата Фудзивара-но Нагары.
Был женат на внучке государя Сага, принцессе Соси (яп. 操子女王, 850—?). Дочери Фудзивара-но Мотоцунэ были выданы за представителей правящего дома: Фудзивара-но Онси (яп. 藤原温子, 872—907) была супругой государя Уды, Фудзивара-но Ёрико (яп. 藤原頼子, ?—936) и Фудзивара-но Кадзуко (яп. 藤原佳珠子, ?—?) были жёнами государя Сэйвы, Фудзивара-но Онси (яп. 藤原穏子, 885—954) была замужем за государем Дайго и родила государей Судзаку и Мураками, а Фудзивара-но Камико (яп. 藤原佳美子, ?—898) — супругой государя Коко.

#### «Беспорядки у ворот Отэммон»
Зимой 864 года Фудзивара-но Ёсифуса, приёмный отец Мотоцунэ, серьёзно заболел и вышел из политической жизни страны. Политическая ситуация была крайне нестабильной. В разгар этих событий, в 866 году при невыясненных обстоятельствах загорелись ворота Отэммон, которые являлись частью дворцового комплекса. Томо-но Ёсио (яп. 伴善男, 811—868), старший государственный советник, обвинил в поджоге левого министра Минамото-но Макото (яп. 源信, 810—869), седьмого сына государя Сага, требуя от правого министра Фудзивара-но Ёсими (яп. 藤原良相, 813—867) ареста Макото. Ёсими приказал среднему командиру левой управы личной охраны государя Фудзивара-но Мотоцунэ совершить задержание, но Мотоцунэ вместо этого доложил о ситуации приёмному отцу. После вступления в конфликт самого Фудзивара-но Ёсифусы обвинения с его родственников были сняты, но нашлись свидетели, показания которых говорили о вине Томо-но Ёсио и ряда членов клана Ки. Ёсио, его сын и ещё несколько чиновников из родов Томо и Ки были лишены должностей и рангов и отправлены в ссылку в разные уголки страны. В процессе расследования Ёсифуса получил должность регента сэссё при своём внуке, государе Сэйва. В историю данные события вошли как «Беспорядки у ворот Отэммон».
Ещё с 857 года Мотоцунэ занимал при дворе должность младшего министра двора, но после случившегося инцидента, в результате которого был отстранён Томо-но Ёсио, в 866 году он получил повышение до среднего советника двора.

#### Должность регента-сэссё
В 868 году Мотоцунэ занимает должность старшего командира левого отделения личной охраны государя, а в 869 получает в управление провинции Муцу и Дэва. В 870 году он стал старшим советником двора, через два года получив должность правого министра. После смерти Фудзивара-но Ёсифусы в 872 году Мотоцунэ взял власть в свои руки. В 873 году он получил младший второй ранг (яп. 従二位).
Впервые в истории Японии государями становятся малолетние представители правящего рода: Сэйва и Ёдзэй восходят на престол в восьми- и семилетнем возрасте. Клан Фудзивара начал политику правления через регентство, что позволяло его членам контролировать действия государя и издавать указы от его имени. В последующей истории страны данная практика будет использоваться и в период «правителей из молельни». Но зачастую происходили случаи, когда малолетние правители доставляли немало хлопот представителям рода Фудзивара и всему двору.
К 880 году Фудзивара-но Мотоцунэ занял должность главного министра и начал в полной мере контролировать работу государства. Через год он был повышен до младшего первого ранга (яп. 従一位).
Государь Ёдзэй, при котором титул регента-сэссё занимал Фудзивара-но Мотоцунэ, был крайне жестоким человеком. Сохранились источники, которые утверждают, что Ёдзэй натравливал собак на обезьян или скармливал лягушек змеям, а также вполне возможно, что он лично участвовал в казнях преступников. В 15 лет Ёдзэй приказал одной части своих подчинённых залезть на дерево, а другой протыкать их копьями, пока они не упадут на землю. Фудзивара-но Мотоцунэ часто в знак протеста удалялся из дворца, замораживая таким образом нормальную работу правительства. Убийство одного из подданных, осуществлённое непосредственно государем, окончательно повергло придворных в негодование, так как инцидент навлекал на Ёдзэй ритуальную нечистоту кэгарэ (яп. 穢れ・汚れ), что считалось опасным для всего государства в целом.

«Великое зерцало»

Окагами

Свиток II

«Великий министр Мотоцунэ».

Присутствовал он [Фудзивара Мотоцунэ] в Зале советов при караульне, когда обсуждалось, что монах-император Ё:дзэй должен отречься. Министр То:ру. Левый министр, отличавшийся редким честолюбием, страстно возжелал занять трон:

— О чём мы спорим? Если вы ищите ближайшего отпрыска императора, то вот есть я, То:ру. — так он сказал, а министр [Фудзивара Мотоцунэ] на это ответил:

— Разве случалось такое прежде, чтобы потомок императора взял себе родовое имя, служил простым придворным и взошел на престол?

В том, что говорил То: ру, были свои резоны, но победило мнение министра [Фудзивара Мотоцунэ], и на престол взошел государь Комацу Ко: ко:.

Ёдзэя отстранили от дел, а на его место был назначен сын государя Ниммё, получивший имя Коко. Последний находился в довольно почтительном возрасте для того времени (54 года) и не имел близких родственных связей с кланом Фудзивара, однако он не стал предпринимать никаких действий по устранению влияний на правящий род со стороны. Наоборот, он присвоил 29 своим сыновьям родовое имя Минамото, исключая возможность их восшествия на престол.

#### Пир («найэн») 886 года
В 886 году проводилось масштабное торжество по случаю совершеннолетия Токихиры, старшего сына Мотоцунэ, и повышения 28 членов северного дома Фудзивара. Мотоцунэ организовал грандиозный пир («найэн») в Зале Стяжания гуманности, на котором присутствовал государь Коко, а также 63 высокопоставленных чиновника, включая всех министров и придворных советников различных рангов.
Было решено огромное количество политических вопросов, начиная от необходимости поездки государя по региону Кинай, провинциям Оми и Мино, разграничений полномочий между должностями сэссё и кампаку, заканчивая выборами новых глав государственных органов. Всего было затронуто 27 важнейших политических вопросов, некоторые из которых были вынесены на обсуждение Высшей политической палаты (яп. 議政官 гисэйкан).

#### Должность канцлера-кампаку. «Инцидент с ако»
В 887 году умер государь Коко. На престол взошёл его седьмой сын, правивший под именем Уда. К началу правления он был совершеннолетним, а также не имел тесных связей с кланом Фудзивара, что создавало серьёзные барьеры для политических действий последних.
Созданная Фудзивара-но Ёсифусой традиция управления страной опосредовано, заключая брачные союзы с членами правящего дома и воспитывая будущих наследников, столкнулась с проблемой. Обычно члены рода Фудзивара отдавали своих дочерей в конкубины или жёны правителям, наследники от которых в большинстве случаев получали трон. Мальчики, рождённые от женщин клана, росли в материнском доме. Данная традиция позволяла дедам и дядям наследников прямо влиять на власть. Когда у правящих государей рождался отпрыск от таких союзов, тэнно убеждали отречься, а кто-то из рода Фудзивара становился регентом (сэссё) при ребёнке, получая реальные возможности для управления страной.
В этом же году через четыре дня после восшествия на престол государь совместно со своим тестем и наставником Татибана-но Хироми (яп. 橘広相,  837—890) создал документ о назначении Фудзивара-но Мотоцунэ канцлером-кампаку. По традиции Мотоцунэ должен был дважды отказаться от должности, приняв её только в третий раз. Однако во второй раз Мотоцунэ была предложена должность не кампаку, а должность «советника», ако (яп. 阿衡, её занимал И-инь, помощник первого государя китайской династии Шан). Ако не обладал никакими политическими полномочиями, и титул скорее являлся признанием заслуг чиновника. Мотоцунэ отказался от должности ако и отстранился от дел в знак протеста, затормозив работу правительства на полгода.
Начались активные дебаты относительно государственной иерархии, в результате которых при дворе был замечен известный деятель, литератор Сугавара-но Митидзанэ, впоследствии ставший приближённым государя Уда, представляя, по мнению Мотоцунэ, опасность северному дому Фудзивара. Митидзанэ, получивший в 877 году в 33-летнем возрасте титул мондзё хакасэ (яп. 文章博士, «знаток текстов»), очень быстро продвигался по карьерной лестнице. В 886 году Фудзивара добились отъезда Митидзанэ из столицы, после чего его назначили управлять провинцией Сануки.
Он писал, что термин ако действительно использовался в «Книге песен» и «Книге истории» в значении почётного титула. Однако в последующих китайских источниках ако указывал на высочайшую должность, сравнимую с должностью Мотоцунэ, — факт, не замеченный всеми придворными учёными. Это доказывало тот факт, что Татибана-но Хироми отнюдь не собирался умалять достоинство Мотоцунэ и лишать его обязанностей, так как при ссылке на классическое произведение было невозможно воспроизвести его целиком и приходилось выбирать отдельные слова, что привело к недоразумению. Если же наказать Хироми, то в дальнейшем литераторы постараются избегать ссылок на классику, что приведёт к обеднению стиля и упадку литературы. Существовало и другое мнение, поддерживаемое большинством. Фудзивара-но Сукэё (яп. 藤原佐世, 847—898), глава управления дома Фудзивара и младший управитель Министерства церемониала, решительно утверждал, что термин ако употреблялся в классических китайских текстах просто как почётный титул без определённой должности. Спустя шесть месяцев государь Уда принёс свои извинения и назначил Фудзивара-но Мотоцунэ на должность канцлера-кампаку. В историю Японии данные события вошли как «инцидент с ако» (яп. 阿衡事件 ако дзикэн).
Уже после назначения Мотоцунэ Сугавара-но Митидзанэ направил ему письмо, в котором превозносил деятельность Татибана-но Хироми и критиковал Главного министра за «неподобающее поведение» относительно представителей правящего рода и самого государя. Благодаря этому случаю Уда обратил внимание на Митидзанэ как на одного из немногих учёных, открыто выступивших против рода Фудзивара, и как на потенциального союзника.
Отношения между государем Уда и Фудзивара-но Мотоцунэ были восстановлены, последний продолжил заниматься делами государства. В 891 году Фудзивара-но Мотоцунэ умер в возрасте 56 лет. Посмертно награждён в том же году старшим первым рангом (яп. 正一位).

#### Резиденции Фудзивара-но Мотоцунэ
Фудзивара-но Мотоцунэ использовал две усадьбы в качестве резиденций: Хорикаваин (яп. 堀河院) и Канъин (яп. 閑院大臣). Согласно «Великому зерцалу», Хорикаваин использовалась «для торжественных приёмов и важных событий», а Канъин — «для дней удаления от скверны моноими (яп. 物忌み), посторонние туда не допускались, иногда господин отправлялся туда в сопровождении самых близких друзей».

## В культуре
Фудзивара-но Тадахира, сын Мотоцунэ, поздравляя своего старшего брата с повышением, написал следующее произведение, «украсив веткой сливы головной убор»:
| おそくとく つひに咲きける 梅の花 たが植ゑおきし 種にかあるらむ | おそくとく つひにさきける うめのはな たがうゑおきし たねにかあるらむ | Поздно или рано, Но все же расцвели Сливовые цветы Кто же посадил Семена? Перевод Л. М. Ермаковой |

Танка Тадахиры, в которой он напоминает о заслугах своего отца, благодаря которым они с братом оказались на высоких должностях. Танка приводится в «Новом собрании старых и новых песен Японии».
Произведение помощника епископа-содзу Сёэна (яп. 勝延, 827—901), посвящённое канцлеру Хорикаве, похороненному на Фукакуса-но яма, горе Густой Травы:
| 空蝉は からを見つつも なくさめつ 深草の山 煙たにたて | うつせみは からをみつつも なくさめつ ふかくさのやま けふりたにたて | Утешаюсь лишь тем, что скорлупке Цикады подобна эта бренная плоть, — с дымом жертвенным к небу стремится дух его над горой Фукакуса!.. Перевод А. А. Долина |

Канцлером Хорикавой в народе называли Фудзивара-но Мотоцунэ в честь резиденции Хорикава-ин, одной из его усадеб. Произведение включено в Окагами «Великий министр Мотоцунэ, князь сёсэн» (яп. 太政大臣基経 昭宣公 дайдзё дайдзин Мотоцунэ сё сэнко)
Следующее стихотворение написано Камицукэ-но Минэо (яп. 上野岑雄, ?—?) и тоже посвящено Фудзивара-но Мотоцунэ:
| ふかくさの のへの桜し 心あらは ことしはかりは すみそめにさけ | ふかくさの のへのさくらし こころあらは ことしはかりは すみそめにさけ | Бело-розовый цвет по склонам горы Фукакуса — если б вишне и впрямь было сердце дано от века, то цветы бы враз почернели!.. Перевод А. А. Долина. |

Это произведение также включено в Окагами «Великий министр Мотоцунэ».

## Результаты деятельности
Став приёмным сыном Фудзивара-но Ёсифусы, Мотоцунэ постепенно продвигался по карьерной лестнице, приведя свой род на вершину политической иерархии. Получив должность канцлера-кампаку, Мотоцунэ смог руководить действиями зрелого государя, создав прецедент для последующего усиления клана Фудзивара. Однако внезапное появление Сугавара-но Митидзанэ и самостоятельная политика государя Уда смогли значительно ослабить влияние рода. В последующие годы потомки Мотоцунэ пытались достигнуть былого значения при дворе.
Его сыновья Фудзивара-но Токихира и Фудзивара-но Тадахира занимали должности регента-сэссё и канцлера-кампаку, продолжая политику своего отца.

#### Упоминания в различных источниках
В годы «Дзёган» ворота Отэммон и дворец Дайкокудэн пострадали от сильного пожара. К счастью, благодаря искренности беззаветно преданного и служащего государю верой и правдой главого министра Фудзивара Мотоцунэ, и величию его авторитета [среди народа], люди стекались на строительство [в столицу], как спешат оленята на зов матери. [Все, что сгорело], удалось восстановить за один год. Однако на это ушла половина последней части доходов [нашей] страны. В итоге в настоящее время от прежних десяти частей [доходов нашей страны] и одной полностью не осталось.
— Миёси-но Киёюки (847—918), Рекомендации в двенадцати пунктах «Икэн дзюни кадзё» (914 г.)

«О начале прохождения отпрысками дома Фудзивара выпускных экзаменов в Дайгаку»

Отпрыски дома Фудзивара начали проходить выпускные экзамены во времена Фудзивара-но Сукэё. Он служил в домоуправлении Фудзивара-но Мотоцунэ. Семья же его была тесно связана с Сугавара-ио Митидзаиэ. Но все конфуцианские мужи того времени без особого почтения относились к Сукэё, и Мотоцунэ это очень печалило. Тогда Мотоцунэ спросил у Фудзивара Санэканэ: «Почему остальные ученые мужи не признают успехи Сукэё на экзаменах?» Санэканэ отвечал: «Этому есть свои причины. Ки-но Хасэо и Мияко-но Ёсика говорят, что если ветви глицинии заглушат все остальные цветы, другим родам не останется места. Поэтому если не остановить рост дома Фудзивара, то наш род никогда не возвысится. Если авторитет Фудзивара-но Сукэё станет общепризнан, то влияние рода Фудзивара достигнет небывалых высот». Вскоре Сукэё успешно прошел экзамены. Экзаменатором был Мияко-но Ёсика. В день экзаменов Фудзивара-но Мотоцунэ расстелил во дворе своего дома простую циновку и молил об успехе Сукэё небесное божество.
— Оэ-но Масафуса (1041—1111), Записи и размышления Оэ-но Масафусы «Годансё» (нач. XII в.)
- Фудзивара-но Сукэё (яп. 藤原佐世, 847—898) — деятель эпохи Хэйан, составивший «Каталог книг, встречающихся в японском государстве» (яп. 日本国見在書目録 , Нихонкоку гэндзай сё мокуроку), где содержались названия 1579 китайских сочинений, известных в Японии[18].
- Ки-но Хасэо (яп. 紀長谷雄, 845—912) — один из преподавателей управления столичной школы чиновников (яп. 大学頭 дайгакурё), при жизни дослужившийся до должности среднего советника двора. Начал составление «Собрания изящной словесности представителей дома Ки»[18].
- Мияко-но Ёсика (яп. 都良香, 834—879) — профессор изящной словесности, составивший «Собрание сочинений рода Мияко»[18].

## Карьера
- Январь 852 года — назначение на должность служащего государевой канцелярии (яп. 蔵人 куродо);
- Январь 854 года — должность младшего помощника командира левого отделения личной охраны государя (яп. 左兵衛少尉 сахё э но сё и);
- 855 год — должность старшего помощника командира левого отделения личной охраны государя / придворной стражи (яп. 左兵衛佐 сахё э но са);
- 857 год — должность младшего министра двора (яп. 少納言 сёнагон);
- 863 год — должность среднего командира левой управы личной охраны государя (яп. 左近衛中将);
- 866 год — должность среднего советника двора (яп. 中納言 тюнагон);
- 868 год — должность старшего командира левой управы личной охраны государя (яп. 左近衛大将 саконоэ тайсё);
- 870 год — должность старшего советника двора (яп. 大納言 дайнагон);
- 872 год — должность правого министра[5];
- 876 год — должность регента при государе Ёдзэй[5];
- 880 год — должность главного министра[5];
- 887 год — титул канцлера при государе Уда[4];
- 890 год — уходит с поста канцлера-кампаку;
- 25 февраля 891 года — Фудзивара-но Мотоцунэ умер в возрасте 56 лет.

## Родословная северной ветви дома Фудзивара
|  |  | Фудзивара-но Фусасаки | Фудзивара-но Фусасаки | Фудзивара-но Фусасаки | Фудзивара-но Фусасаки | Фудзивара-но Фусасаки | Фудзивара-но Фусасаки |  |  | Фудзивара-но Мататэ  | Фудзивара-но Мататэ  | Фудзивара-но Мататэ  | Фудзивара-но Мататэ  | Фудзивара-но Мататэ  | Фудзивара-но Мататэ  |  |  | Фудзивара-но Утимаро  | Фудзивара-но Утимаро  | Фудзивара-но Утимаро  | Фудзивара-но Утимаро  | Фудзивара-но Утимаро  | Фудзивара-но Утимаро  |  |  | Фудзивара-но Фуюцугу | Фудзивара-но Фуюцугу | Фудзивара-но Фуюцугу | Фудзивара-но Фуюцугу | Фудзивара-но Фуюцугу | Фудзивара-но Фуюцугу |  |  | Фудзивара-но Ёсифуса | Фудзивара-но Ёсифуса | Фудзивара-но Ёсифуса | Фудзивара-но Ёсифуса | Фудзивара-но Ёсифуса | Фудзивара-но Ёсифуса |  |  | Фудзивара-но Мотоцунэ | Фудзивара-но Мотоцунэ | Фудзивара-но Мотоцунэ | Фудзивара-но Мотоцунэ | Фудзивара-но Мотоцунэ | Фудзивара-но Мотоцунэ |
|  |  | Фудзивара-но Фусасаки | Фудзивара-но Фусасаки | Фудзивара-но Фусасаки | Фудзивара-но Фусасаки | Фудзивара-но Фусасаки | Фудзивара-но Фусасаки |  |  | Фудзивара-но Мататэ  | Фудзивара-но Мататэ  | Фудзивара-но Мататэ  | Фудзивара-но Мататэ  | Фудзивара-но Мататэ  | Фудзивара-но Мататэ  |  |  | Фудзивара-но Утимаро  | Фудзивара-но Утимаро  | Фудзивара-но Утимаро  | Фудзивара-но Утимаро  | Фудзивара-но Утимаро  | Фудзивара-но Утимаро  |  |  | Фудзивара-но Фуюцугу | Фудзивара-но Фуюцугу | Фудзивара-но Фуюцугу | Фудзивара-но Фуюцугу | Фудзивара-но Фуюцугу | Фудзивара-но Фуюцугу |  |  | Фудзивара-но Ёсифуса | Фудзивара-но Ёсифуса | Фудзивара-но Ёсифуса | Фудзивара-но Ёсифуса | Фудзивара-но Ёсифуса | Фудзивара-но Ёсифуса |  |  | Фудзивара-но Мотоцунэ | Фудзивара-но Мотоцунэ | Фудзивара-но Мотоцунэ | Фудзивара-но Мотоцунэ | Фудзивара-но Мотоцунэ | Фудзивара-но Мотоцунэ |
|  |  |                       |                       |                       |                       |                       |                       |  |  | Фудзивара-но Нагатэ  | Фудзивара-но Нагатэ  | Фудзивара-но Нагатэ  | Фудзивара-но Нагатэ  | Фудзивара-но Нагатэ  | Фудзивара-но Нагатэ  |  |  | Фудзивара-но Манага   | Фудзивара-но Манага   | Фудзивара-но Манага   | Фудзивара-но Манага   | Фудзивара-но Манага   | Фудзивара-но Манага   |  |  | Фудзивара-но Манацу  | Фудзивара-но Манацу  | Фудзивара-но Манацу  | Фудзивара-но Манацу  | Фудзивара-но Манацу  | Фудзивара-но Манацу  |  |  | Фудзивара-но Нагара  | Фудзивара-но Нагара  | Фудзивара-но Нагара  | Фудзивара-но Нагара  | Фудзивара-но Нагара  | Фудзивара-но Нагара  |  |  |                       |                       |                       |                       |                       |                       |
|  |  |                       |                       |                       |                       |                       |                       |  |  | Фудзивара-но Нагатэ  | Фудзивара-но Нагатэ  | Фудзивара-но Нагатэ  | Фудзивара-но Нагатэ  | Фудзивара-но Нагатэ  | Фудзивара-но Нагатэ  |  |  | Фудзивара-но Манага   | Фудзивара-но Манага   | Фудзивара-но Манага   | Фудзивара-но Манага   | Фудзивара-но Манага   | Фудзивара-но Манага   |  |  | Фудзивара-но Манацу  | Фудзивара-но Манацу  | Фудзивара-но Манацу  | Фудзивара-но Манацу  | Фудзивара-но Манацу  | Фудзивара-но Манацу  |  |  | Фудзивара-но Нагара  | Фудзивара-но Нагара  | Фудзивара-но Нагара  | Фудзивара-но Нагара  | Фудзивара-но Нагара  | Фудзивара-но Нагара  |  |  |                       |                       |                       |                       |                       |                       |
|  |  |                       |                       |                       |                       |                       |                       |  |  | Фудзивара-но Киёкава | Фудзивара-но Киёкава | Фудзивара-но Киёкава | Фудзивара-но Киёкава | Фудзивара-но Киёкава | Фудзивара-но Киёкава |  |  | Фудзивара-но Нагацугу | Фудзивара-но Нагацугу | Фудзивара-но Нагацугу | Фудзивара-но Нагацугу | Фудзивара-но Нагацугу | Фудзивара-но Нагацугу |  |  | Фудзивара-но Мамору  | Фудзивара-но Мамору  | Фудзивара-но Мамору  | Фудзивара-но Мамору  | Фудзивара-но Мамору  | Фудзивара-но Мамору  |  |  | Фудзивара-но Ёсими   | Фудзивара-но Ёсими   | Фудзивара-но Ёсими   | Фудзивара-но Ёсими   | Фудзивара-но Ёсими   | Фудзивара-но Ёсими   |  |  |                       |                       |                       |                       |                       |                       |
|  |  |                       |                       |                       |                       |                       |                       |  |  | Фудзивара-но Киёкава | Фудзивара-но Киёкава | Фудзивара-но Киёкава | Фудзивара-но Киёкава | Фудзивара-но Киёкава | Фудзивара-но Киёкава |  |  | Фудзивара-но Нагацугу | Фудзивара-но Нагацугу | Фудзивара-но Нагацугу | Фудзивара-но Нагацугу | Фудзивара-но Нагацугу | Фудзивара-но Нагацугу |  |  | Фудзивара-но Мамору  | Фудзивара-но Мамору  | Фудзивара-но Мамору  | Фудзивара-но Мамору  | Фудзивара-но Мамору  | Фудзивара-но Мамору  |  |  | Фудзивара-но Ёсими   | Фудзивара-но Ёсими   | Фудзивара-но Ёсими   | Фудзивара-но Ёсими   | Фудзивара-но Ёсими   | Фудзивара-но Ёсими   |  |  |                       |                       |                       |                       |                       |                       |
|  |  |                       |                       |                       |                       |                       |                       |  |  | Фудзивара-но Уона    | Фудзивара-но Уона    | Фудзивара-но Уона    | Фудзивара-но Уона    | Фудзивара-но Уона    | Фудзивара-но Уона    |  |  |                       |                       |                       |                       |                       |                       |  |  |                      |                      |                      |                      |                      |                      |  |  | Фудзивара-но Ёсикадо | Фудзивара-но Ёсикадо | Фудзивара-но Ёсикадо | Фудзивара-но Ёсикадо | Фудзивара-но Ёсикадо | Фудзивара-но Ёсикадо |  |  |                       |                       |                       |                       |                       |                       |
|  |  |                       |                       |                       |                       |                       |                       |  |  | Фудзивара-но Уона    | Фудзивара-но Уона    | Фудзивара-но Уона    | Фудзивара-но Уона    | Фудзивара-но Уона    | Фудзивара-но Уона    |  |  |                       |                       |                       |                       |                       |                       |  |  |                      |                      |                      |                      |                      |                      |  |  | Фудзивара-но Ёсикадо | Фудзивара-но Ёсикадо | Фудзивара-но Ёсикадо | Фудзивара-но Ёсикадо | Фудзивара-но Ёсикадо | Фудзивара-но Ёсикадо |  |  |                       |                       |                       |                       |                       |                       |

## Список литературы
1. Под ред. Стрельцова Д. В. История Японии: учебник для студентов вузов. — 2-е изд. — М.: «Аспект Пресс», 2020. — С. 65—67. — 592 с.
2. Сталкер Н. Япония. История и культура от самураев до манги / перевод Воробьева О., научный редактор Сахарова Е.. — М.: Альпина Нон-Фикшн, 2020. — 584 с.
3. Грачев М. В. Япония в эпоху Хэйан (794—1185). Хрестоматия.. — М.: РГГУ, 2009.
4. Под ред. А. Е. Жукова. История Японии. — М.: ИВ РАН, 1998.
5. Под ред. А. Е. Жукова. Мурасаки Сикибу. Повесть о Гэндзи / Пер. Соколова-Делюсина Т. Л., Ред. Смоляков С. В.. — СПб.: Гиперион, 2010. — С. 97—111. — 240 с. — ISBN 978-5-89332-165-4.
6. Федянина В. Покровитель словесности и воплощение бодхисаттвы: Сугавара Митидзанэ и ранняя история культа Тэндзин (IX—XII вв.). — Кругъ, 2014.
7. Ермакова Л.М. Ямато-Моногатари. — М.: Главная редакция восточной литературы издательства «Наука», 1982. — С. 148—149. — 231 с. — ISBN 978-5-458-42847-7.
8. Donald H. Shively (Editor), William H. McCullough (Editor). Vol. 2 // The Cambridge History of Japan: Heian Japan. (англ.). — Cambridge University Press, 1999. — P. 51—77. — 782 p.
9. Louis-Frédéric. Japan Encyclopedia. — Harvard University Press, 2005. — 1130 с с. — ISBN 978-0-674-01753-5.
10. 瀧波貞子. 陽成天皇廃位の真相 (яп.). — 思文閣出版, 2009. — С. 55—61.
11. 北山茂夫. 日本の歴史4 平安京 (яп.). — 中公文庫, 1973. — С. 242ー263.